# Silent Drive
Silent Drive est un groupe de rock américain de Worcester, dans le Massachusetts.

## Biographie
Le groupe est formé par les membres de Ink Cartridge Funeral, Bane, Dasai et Drowningman. Silent Drive s'engage auprès du label Equal Vision Records, et tourne à l'international aux États-Unis, au Royaume-Uni, au Japon, en Europe, et au Canada avant et après la sortie de l'EP Love is Worth It.
En février 2007, ils annoncent l'enregistrement d'un nouvel album pour début juin. En septembre 2007, ils postent une nouvelle chanson sur Myspace. Il s'agit d'une démo intitulée Mexican Standoff qui sera réenregistrée pour la suite de leur album Love Is Worth It, prévue en 2008. L'album ne sortira cependant jamais. Cette même année, ils annoncent l'ajour d'un second guitariste, Andy Kyte. En juillet 2008, ils annoncent leur départ du label Equal Vision Records.
En octobre 2016, Silent Drive est annoncé de retour sur scène après près de dix ans d'absence. Ils jouent au Ralph’s Diner de Worcester, dans le Massachusetts, le 17 décembre : ils interprètent Love Is Worth It dans son intégralité.

## Membres

### Derniers membres
- Zach Jordan - chant (2003–2009, 2016)
- Nick Van Someren - guitare (2003–2009, 2016)
- Pete Chilton - basse (2003–2009, 2016)
- Dave Joyal - batterie (2003–2009, 2016)

### Anciens membres
- Nick Branigan - batterie (2003)
- Andy Kyte - guitare (2007)

## Discographie

### Album studio
- 2004 : Love Is Worth It

### Démo
- 2003 : Rock H Design